# Bojadła (gmina)
Bojadła – gmina wiejska w województwie lubuskim, w powiecie zielonogórskim. W latach 1975–1998 gmina położona była w województwie zielonogórskim.
Siedziba gminy to Bojadła.
Według danych z 30 czerwca 2004 gminę zamieszkiwało 3378 osób.

## Struktura powierzchni
Według danych z roku 2002 gmina Bojadła ma obszar 102,55 km², w tym:
- użytki rolne: 42%
- użytki leśne: 47%

Gmina stanowi 6,53% powierzchni powiatu.

## Demografia

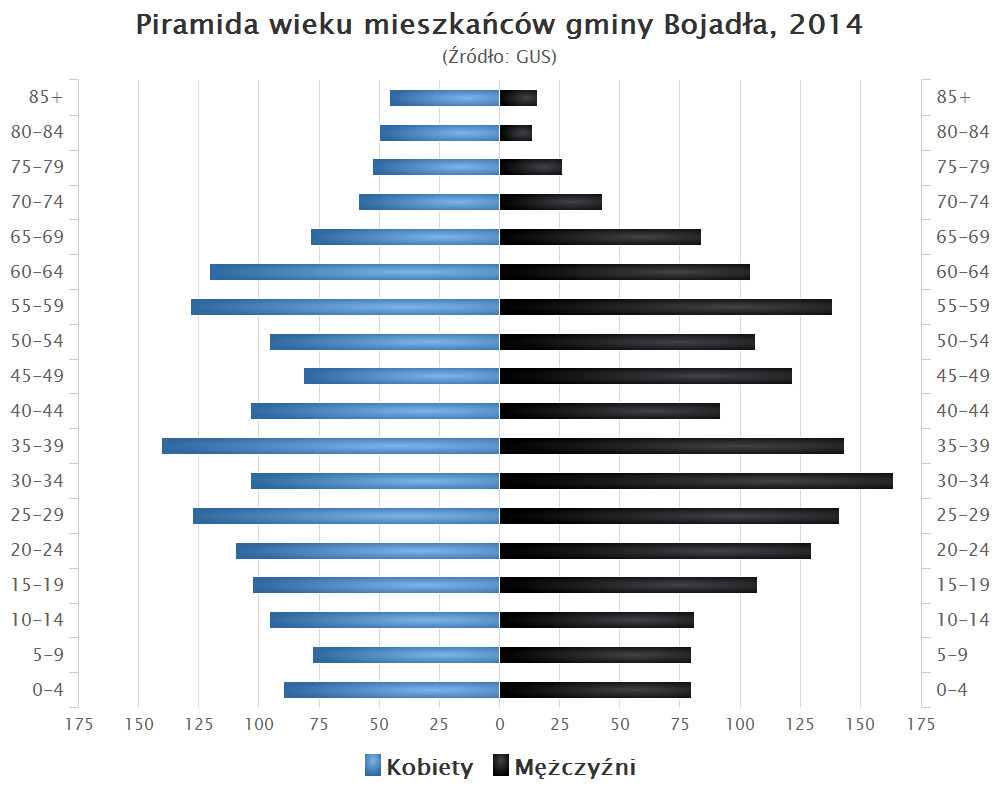
Piramida wieku mieszkańców gminy Bojadła w 2014 roku

Dane z 30 czerwca 2004:
| Opis                              | Ogółem | Ogółem | Kobiety | Kobiety | Mężczyźni | Mężczyźni |
| --------------------------------- | ------ | ------ | ------- | ------- | --------- | --------- |
| jednostka                         | osób   | %      | osób    | %       | osób      | %         |
| populacja                         | 3378   | 100    | 1697    | 50,2    | 1681      | 49,8      |
| gęstość zaludnienia (mieszk./km²) | 32,9   | 32,9   | 16,5    | 16,5    | 16,4      | 16,4      |

## Sołectwa
Bełcze, Bojadła, Kartno, Klenica, Młynkowo, Przewóz, Pyrnik, Siadcza, Susłów.

## Pozostałe miejscowości
Karczemka (przysiółek Bojadeł), Kliniczki, Pólko (przysiółek Kartna), Sosnówka (przysiółek Bełcz), Wirówek.

## Sąsiednie gminy
Kargowa, Kolsko, Nowa Sól, Otyń, Trzebiechów, Zabór